# Heinrich-Kromer-Schule

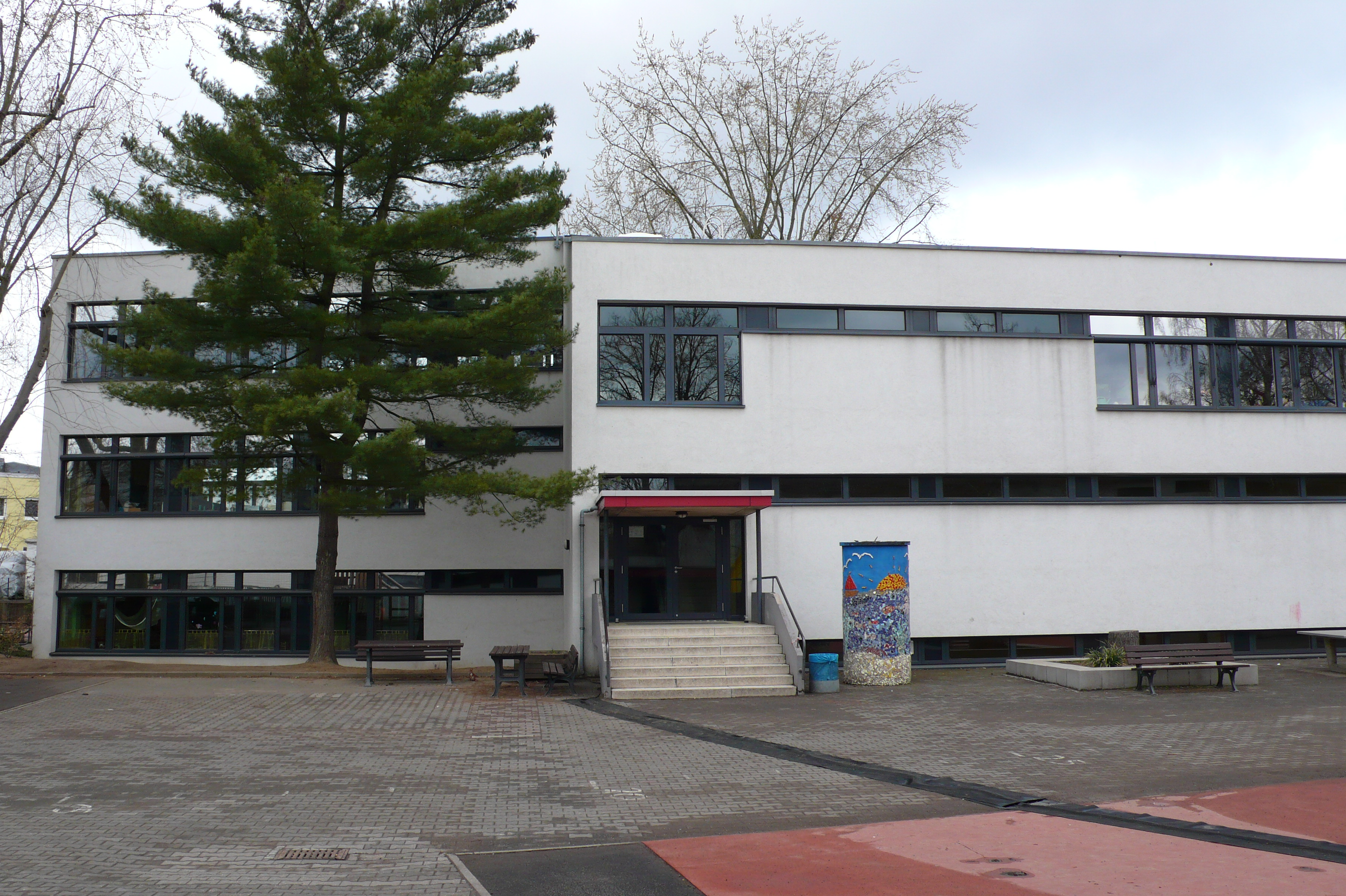
Heinrich-Kromer-Schule

Die Heinrich-Kromer-Schule ist eine Grundschule im Frankfurter Stadtteil Niederursel. Sie befindet sich zwischen Urselbach, Niederurseler Landstraße und der Siedlung Wiesenau.

## Geschichte

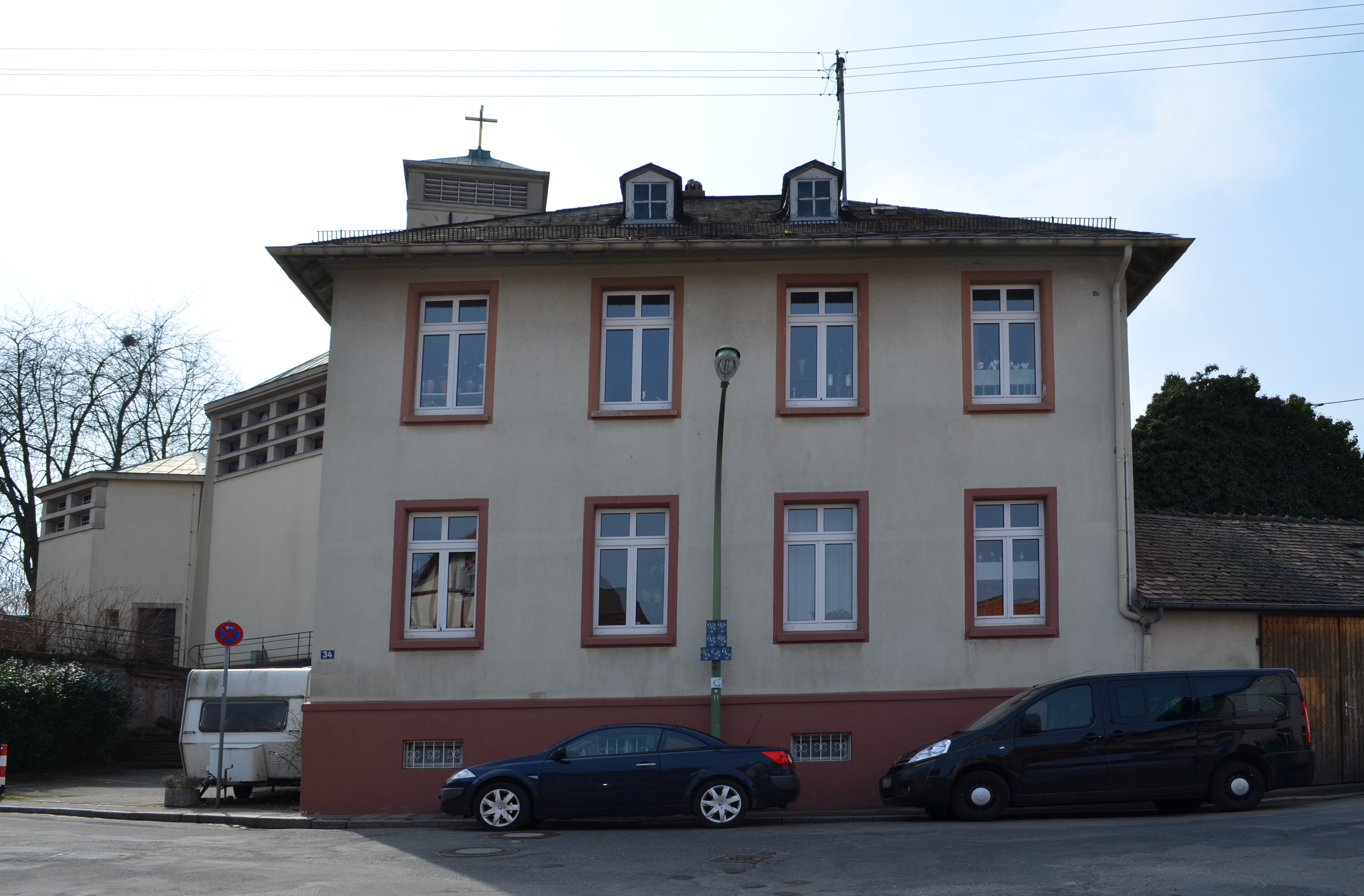
Schulgebäude Alt-Niederursel 34

1585 wird mit Johannes Andreas aus Windecken der erste Schulmeister in Niederursel erwähnt. Karl Volz aus Bergen, der 1711 das Amt des Schuldieners in Niederursel antrag wurde mit 22 Albus und 4 Pfennig pro Kind entlohnt. Johannes Geissel, der nächste Lehrer erhielt zusätzlich noch ein Stück Land zum Halten einer Kuh. Er war für beide Ortshälften zuständig. 1779 erhielt der solmssche Lehrer 45 Kreuzer je Schulkind jährlich. Die Schule wurde von 24 Kindern besucht. Ab 1811 erfolgte der gemeinsame Unterricht im Frankfurter Schulhaus für beide Dorfhälften, nachdem der letzte solmsche Lehrer Kaspar Winter starb. Lehrer waren in der Folgezeit Johannes Thomas Wagner (1772–1828), Johann Kaspar Becker (1828–1833) und Friedrich Battenberg (1833–1845). Unter dem neuen Lehrer Johann Holl wurde 1845 ein neues Schulhaus (Alt-Niederursel 34, steht unter Denkmalschutz) mit zwei Klassen erbaut. Nachdem die Schülerzahl 1860 auf 150 Schüler angestiegen war, wurde neben Holl noch ein zweiter Lehrer, Karl Rohr eingestellt. Holl verdiente nun 500 Gulden, Rohr 300 Gulden im Jahr. Letzter Hauptlehrer vor der Eingemeindung war 1878 bis 1911 Kakob Barth.
1910 erfolgte die Eingemeindung und die Schule war nun eine Volksschule der Stadt Frankfurt am Main. Mit dem Bau der Siedlung Wiesenau und dem Wachstum des Ortes stieg die Schülerzahl stark an. 1911 wurde die dritte, 1913 die vierte und 1926 die fünfte Lehrerstelle eingerichtet. 1912 wurde eine Schulbaracke als dritter Klassenraum und dem Schulleiterzimmer hinter der Kirche errichtet.
Mit dem Bau der neuen Gustav-Adolf-Kirche 1926 wurde die Baracke an den Haingraben umgezogen.
1928 zog die Niederurseler Volksschule aus dem Ortskern in einen Neubau, das heutige Gebäude. Das zweigeschossige Gebäude wurde im Rahmen des Projekts Neues Frankfurt von dem Wiener Architekten Professor Franz Schuster entworfen. Der Bau zeichnet sich durch die Anordnung von zwei Klassenräumen je Geschoss an einem Treppenhaus aus, wodurch die Räume beidseitig belichtet werden können. Diese Bauform wurde als „Schustertyp“ zum Vorbild für viele weitere Schulbauten. Während des Zweiten Weltkriegs wurde das Gebäude durch einen Bombenangriff schwer beschädigt und 1960 wieder aufgebaut.
In den 1960er Jahren entstand im Umfeld der Schule die Nordweststadt. Aufgrund der vielen neuen Bewohner stiegen auch die Schülerzahlen der Niederurseler Schule und ein weiteres Gebäude wurde erforderlich. Den 1965 fertiggestellten eingeschossigen Neubau mit Pavillonklassen planten die Architekten Bartsch, Thürwächter und Weber. Jeder Klassenraum hat eine zugeordnete Freifläche mit Terrasse, was als Besonderheit im europäischen Raum angesehen wird. Die Bebauung folgt dem Geländeverlauf, treppt sich zum Tal hin ab und mündet in eine Freilichtbühne vor dem Urselbach. 1965 wurde die Schule in Heinrich-Kromer-Schule umbenannt. 1972 endete der Hauptschulzweig. Seitdem ist die Heinrich-Kromer-Schule eine reine Grundschule. Die Schülerzahlen stiegen weiter an, sodass Mitte der 1970er Jahre ein weiterer Neubau in Leichtbauweise mit acht Klassenräumen errichtet wurde. Die aktuelle Schülerzahl der vierzügigen Schule beträgt etwa 370. Neben den sechzehn regulären Klassen gibt es auch eine Vorklasse.

## Name
Der namengebende Heinrich Kromer (1888–1965) übte den Lehrerberuf aus. Er war seit 1928 Stadtverordneter in Frankfurt und Gegner des Nationalsozialismus. Dieses Engagement kostete ihn alle Ämter. 1945 stieg er zum Oberschulrat und ehrenamtlichen Stadtrat für die westlichen Bezirke der Stadt Frankfurt auf. 1958 erhielt er die Ehrenplakette der Stadt Frankfurt und das Bundesverdienstkreuz 1. Klasse.

## Schulleiter
- Hauptlehrer Emil Felte bis 1833
- Hauptlehrer Karl Eichmann
- Hauptlehrer Weigand
- Hauptlehrerin Emmy Thurn (1945–1951)
- Hauptlehrer Heinrich Volze (1951–1957)
- Hauptlehrer Karl-Hein Klinger (1957–1958)
- Rektor Otto Diehl (1958–?)
- Schulleiterin Anita Prenzel bis 2015
- seit April 2015 Christiane Sturm-Kleiner

## Schülerzahlen
| Jahr | Schülerzahl      | Anmerkung                       |
| ---- | ---------------- | ------------------------------- |
| 1779 | 24 Kinder        |                                 |
| 1811 | 70 Kinder        |                                 |
| 1858 | 137 Kinder       | 60 hessisch, 77 frankfurterisch |
| 1860 | 150 Kinder       |                                 |
| 1865 | unter 100 Kinder | Wegzug der Juden                |
| 1916 | 219              | Neubau Wiesenau                 |
| 1932 | 113 Kinder       |                                 |
| 1945 | 156 Kinder       |                                 |
| 1950 | 270 Kinder       |                                 |
| 1960 | 204 Kinder       |                                 |
| 1965 | 566 Kinder       | Nordweststadt                   |
| 1970 | 754 Kinder       |                                 |
| 1975 | 415 Kinder       |                                 |